# Bukovica Donja, Bijeljina
Bukovica Donja je naselje v občini Bijeljina, Bosna in Hercegovina. 

## Deli naselja
Arsenići, Brdo, Bukovica Donja, Bukvari, Kozjača in Šehić Mahala.

## Prebivalstvo
| Pregled števila prebivalcev po letih | Pregled števila prebivalcev po letih | Pregled števila prebivalcev po letih | Pregled števila prebivalcev po letih | Pregled števila prebivalcev po letih | Pregled števila prebivalcev po letih |
| ------------------------------------ | ------------------------------------ | ------------------------------------ | ------------------------------------ | ------------------------------------ | ------------------------------------ |
| 1948                                 | 1953                                 | 1961                                 | 1971                                 | 1981                                 | 1991                                 |
| -                                    | -                                    | -                                    | 1.002                                | 869                                  | 794                                  |

| Narodna sestava prebivalstva po letih                                                                                        | Narodna sestava prebivalstva po letih                                                                                       | Narodna sestava prebivalstva po letih                                                                                       |
| --- | --- | --- |
| 1971 | 1981 | 1991 |
| . skupaj: 1.002 Srbi 998 (99,60 %) Hrvati 0 (0,00 %) Muslimani 0 (0,00 %) Jugoslovani 0 (0,00 %) drugi in neznano 4 (0,39 %) | . skupaj: 869 Srbi 836 (96,20 %) Hrvati 1 (0,11 %) Muslimani 1 (0,11 %) Jugoslovani 25 (2,87 %) drugi in neznano 6 (0,69 %) | . skupaj: 794 Srbi 753 (94,83 %) Hrvati 1 (0,12 %) Muslimani 0 (0,00 %) Jugoslovani 37 (4,65 %) drugi in neznano 3 (0,37 %) |